# 衆楽館
衆楽館（しゅうらくかん）は、かつて岐阜県岐阜市の柳ヶ瀬にあった映画館。岐阜土地興業株式会社が経営・運営していた。

## 歴史
1921年（大正10年）、「大万商店」の経営者だった土屋禎一により設立。1917年（大正6年）に「内国観業博覧会」が開催された場所に同市内初のスチーム暖房付き映画館として開業された。1932年（昭和7年）の時点では、岐阜市内の映画館は同館の他、美殿館、青雲館、松竹館の3館しかなかった。
1945年（昭和20年）7月9日の岐阜空襲により建物が焼失したものの、同年8月24日、岐阜土地興業は従業員の募集を行い、11月にバラック建てで再開業された。1957年（昭和32年）の時点では、柳ヶ瀬方面の映画館は同館の他、岐阜劇場、岐阜東宝、松竹地下劇場、岐阜小劇場、満映画劇場、満鉄会館、岐阜東映、岐阜日活、自由映画劇場、金華映画劇場、豊富座の計11館が存在していた。
その後改装により「衆楽70ミリ劇場」「自由劇場」（後にニュー衆楽と改称）の2スクリーン体制へと移行し数々の洋画と邦画のヒット作を上映。1990年代後半以降はスクリーン名を「衆楽1・2」に統一したが、カラフルタウン岐阜内にある「TOHOシネマズ岐阜」（旧：シネタウン岐阜）など同市内や近郊に開業したシネコンに徐々に客足を奪われたことや、建物の老朽化も重なり2006年（平成18年）4月10日をもって閉館。最終興行として同年4月8日に『クレイマー、クレイマー』『荒馬と女』、4月9日に『未知との遭遇』『裸足の伯爵夫人』、4月10日に『ゴッドファーザー』『雨に唄えば』といった名作映画が上映され、85年間に及んだ衆楽館はその歴史に幕を閉じた。これにより岐阜土地興業が岐阜市中心部で運営する映画館は「CINEX」（4スクリーン）と「ロイヤル劇場」（日ノ出町1丁目20）の計5スクリーンを残すのみとなった。閉館後の2006年12月1日、同館跡地に岐阜髙島屋別館が建てられ、同館内に「無印良品岐阜高島屋店」が入居している。

## データ
- 衆楽1：442席（70ミリ劇場時代は752席[6]）
- 衆楽2：180席（自由劇場時代は500席[6]）